# Samuel Mugisha
Samuel Mugisha (Mukamira, 5 december 1997) is een Rwandees voormalig wielrenner.

## Carrière
In november 2016 won Mugisha het bergklassement van de Ronde van Rwanda. In februari 2018 nam Mugisha deel aan de Ronde van de Hoop, een nieuw opgerichte Kameroense etappekoers voor beloften. Hier won hij de derde etappe, voor zijn ploeggenoot Joseph Areruya, die wel de leiderstrui overnam van Natnael Mebrahtom.
In 2022 zou Mugisha, namens zijn ploeg ProTouch, deelnemen aan de Maryland Cycling Classic. Echter, na aankomst op het vliegveld kwam hij niet bij het hotel aan en een dag later was hij ook niet bij de start van de wedstrijd, waarna zijn ploeg hem als vermist opgaf. Camerabeelden van het vliegveld toonden hoe Mugisha door de paspoortcontrole kwam en bij twee personen die hij "duidelijk kende" in de auto stapte.

## Overwinningen
2016
Bergklassement Ronde van Rwanda
2018
3e etappe Ronde van de Hoop
2e etappe Ronde van Rwanda
Eind- en jongerenklassement Ronde van Rwanda
Bergklassement Ronde van de Aostavallei
2020
Bergklassement GP Chantal Biya

## Resultaten in voornaamste wedstrijden
|      | \| Jaar \| \| WK op de weg \| \| ---- \| \| ------------ \| \| 2020 \| \| opgave \| |              |
| Jaar |                                                                                     | WK op de weg |
| 2020 |                                                                                     | opgave       |

## Ploegen
- 2017 –  Dimension Data for Qhubeka
- 2018 –  Dimension Data for Qhubeka Continental Team
- 2019 –  Dimension Data for Qhubeka
- 2021 –  ProTouch (vanaf 1 oktober)
- 2022 –  ProTouch (tot 16 september)

Areruya · Atsbha · de Bod · Chokri · Dlamini · Eyob · Gebreigzabhier · Main · Mugisha · Navarra · Visser · Weldu · van Niekerk (stagiair)
Areruya · de Bod · Chokri · Innocenti · Jones · Main · Molini · Mozzato · Mugisha · Sobrero · Visser · Weldu